# Freya Allan
Freya Allan (Oxfordshire, 2001. szeptember 6. –) angol színésznő. 
Legismertebb szerepe Cirilla hercegnő a Vaják Netflix-sorozatában, amelyért két szaturnusz-díjra jelölték, valamint Mae szerepe a 2024-es A majmok bolygója: A birodalom című akciófilmben. Emellett feltűnt a 2021-es Lőpor turmix akcióthrillerben és az AMC Into the Badlands című sorozatában is.

## Fiatalkora és tanulmányai
2001. szeptember 6-án született Oxfordban (Oxfordshire, Anglia), és az oxfordi Headington Schoolba járt. Szülei elváltak, amikor egyéves volt, és édesanyjával Ausztráliában és a francia Pireneusokban élt, ahol francia nyelvű iskolába járt, mielőtt visszatért volna Oxfordba; mára Londonban él, két féltestvére van.
Az iskolában Allan drámát és balettet tanult, és tizenegy évesen a társulat tagja volt a Rapunzel című előadásban. Szerepelt a Bluebird és a The Christmas Tree című rövidfilmekben, amelyeket a National Film and Television School készített, később eljátszotta Linda szerepét a Bournemouth Film School által készített Captain Fierce című rövidfilmben.

## Pályafutása

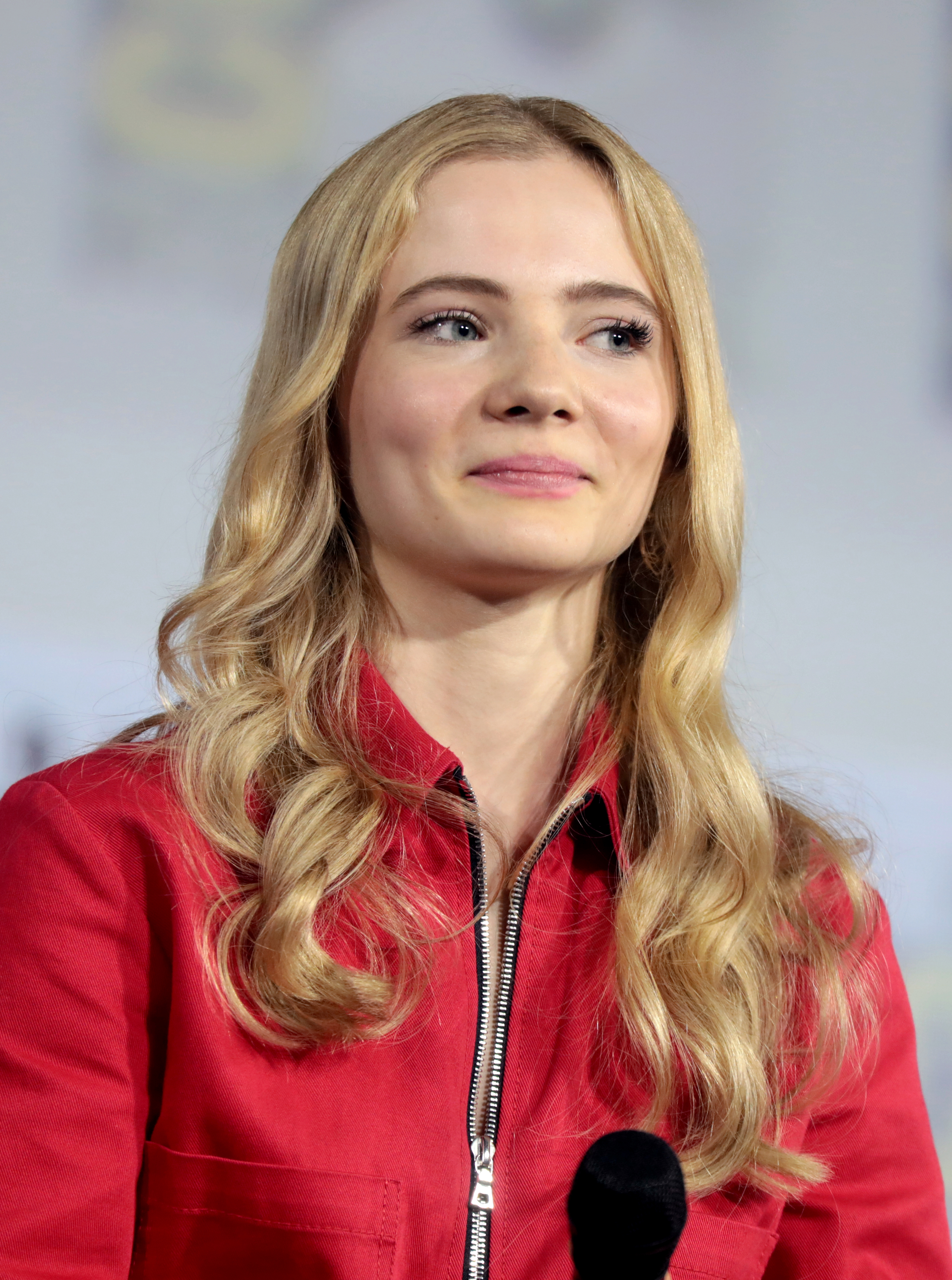
A 2019-es San Diego-i Nemzetközi Comic-Conon

Allan kisebb szerepet játszott a BBC 2019-es Világok harca című drámájának első epizódjában. Ugyanebben az évben a Schön! magazin címlapján is megjelent, miközben a 10. évfordulójukat ünnepelték.
2019 óta Allan Ciri hercegnőt alakítja Henry Cavill és Anya Chalotra mellett a Netflix Vaják című fantasy drámasorozatában, amelyet Lauren Schmidt Hissrich készített Andrzej Sapkowski könyvsorozatából. Eredetileg csak egyszeri szerepet játszott, mielőtt Ciri karakterét újra kiosztották volna, és az első évad forgatása alatt nyolc hónapig Budapesten élt. Allan újra eljátszotta Ciri szerepét a második évadban, amelyet Londonban forgattak 2020 elején, és 2021-ben jelent meg a Netflixen. A harmadik évad 2023 júniusában kezdődött, amelyben Ciri harcossá képezte magát, amihez Allan kardvívást tanult. A Vajákban nyújtott alakításáért 2021-ben és 2024-ben a legjobb fiatal színészi alakításért járó Szaturnusz-díjra jelölték. Szintén 2021-ben Karen Gillan fiatal változatát alakította a Lőpor turmix című akcióthrillerben.
2023-ban Ruby Barker mellett főszerepet játszott a Baghead – Holtakkal suttogó című horrorfilmben, amelyet Alberto Corredor rendezett. 2023-as A majmok bolygója: A birodalomban Mae-t alakította, a filmben megjelenő kevés emberi szereplő egyikét. A szerep fizikai jellegét felismerve Allan úgy döntött, néhány mutatványát maga hajtja végre, és később azt nyilatkozta a The Hollywood Reporternek; mivel a film készítése nagyrészt mezítláb zajlott, a forgatás végére a lába annyira koszos és művéres lett, hogy nem tudta, miért nézik az emberek. A film promóciója során az Instagramján klipeket posztolt, amelyekben mutatványokat hajtott végre, és a koszos lábával játszadozott. A projekt 2024. május 10-én került a mozikba az Amerikai Egyesült Államokban, és 397 millió dolláros összbevételt hozott a jegypénztáraknál világszerte.
Allan szerepet kapott a Janell Shirtcliff által rendezett Tritonban, amelyet 2024 elején forgattak Görögországban. 2025-ben a hírek szerint ő játszaná Marianne Faithfull szerepét az énekesnő életrajzi filmjében.

## Filmográfia

### Film
| Év   | Magyar cím                     | Eredeti cím                       | Szerep       | Magyar hang  |
| ---- | ------------------------------ | --------------------------------- | ------------ | ------------ |
| 2021 | Lőpor turmix                   | Gunpowder Milkshake               | Sam fiatalon | Mayer Szonja |
| 2023 | Baghead – Holtakkal suttogó    | Baghead                           | Iris         | Koller Virág |
| 2024 | A majmok bolygója: A birodalom | Kingdom of the Planet of the Apes | Mae / Nova   | Koller Virág |

Rövidfilmek
- Bluebird (2017) – Caitlin
- The Christmas Tree (2017) – Karácsonyfa lány
- Captain Fierce (2017) – Linda

### Televízió
| Év    | Magyar cím     | Eredeti cím           | Szerep           | Megjegyzés                                                              |
| ----- | -------------- | --------------------- | ---------------- | ----------------------------------------------------------------------- |
| 2018  |                | Into the Badlands     | Minerva fiatalon | 1 epizód                                                                |
| 2019  | Világok harca  | The War of the Worlds | Mary             | 1 epizód                                                                |
| 2019– | Vaják          | The Witcher           | Ciri hercegnő    | - főszereplő - magyar hangja: - Bartus Emese - Hermann Lilla (énekhang) |
| 2020  | A harmadik nap | The Third Day         | Kali             | minisorozat (5 epizód)                                                  |

## Díjak és jelölések
| Év   | Díj            | kategória                                           | Jelölt | Eredmény | Forr.  |
| ---- | -------------- | --------------------------------------------------- | ------ | -------- | ------ |
| 2021 | Szaturnusz-díj | Legjobb fiatal színészi alakítás egy tévésorozatban | Vaják  | Jelölve  | [ 13 ] |
| 2024 | Szaturnusz-díj | Legjobb fiatal színészi alakítás egy tévésorozatban | Vaják  | Jelölve  | [ 22 ] |

## További információ
- Freya Allan a PORT.hu-n (magyarul)
- Freya Allan az Internetes Szinkronadatbázisban (magyarul)
- Freya Allan az Internet Movie Database-ben (angolul)
- Freya Allan a Rotten Tomatoeson (angolul)